# Ba gua
Pour les articles homonymes, voir Bagua.

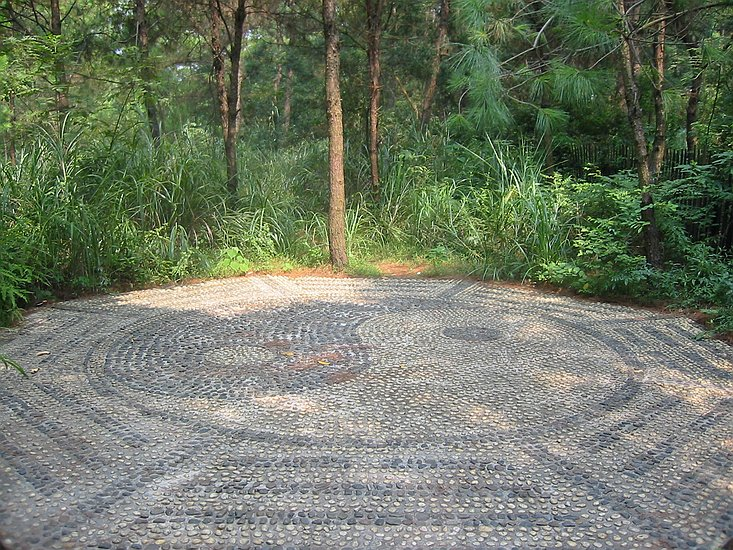
Une représentation du Ba gua.

Le Ba gua, Bagua ou Pa Kua (chinois : 八卦 ; pinyin : bā guà ; Wade : pa1kua4 ; litt. « huit figures de divination ») est un diagramme   octogonal comportant un trigramme différent sur chacun de ses côtés, correspondant chacun à la fois à une direction, un état de la nature, un membre de la famille et un concept philosophique.
C'est un concept philosophique fondamental de la Chine ancienne utilisé dans le taoïsme et le Yi Jing, mais aussi dans d'autres domaines de la culture chinoise, tels que le feng shui, les arts martiaux ou la navigation.

## Origine
Il y a deux origines possibles du Ba gua :
- La première serait la philosophie traditionnelle du yin-yang. Les relations entre ces deux philosophies ont été décrites par Fuxi en ces termes :

| Sinogramme                           | Hànyǔ pīnyīn                                                     | Traduction en français |
| 無極生太極                           | Wújí shēng tàijí.                                                | Le Néant (wuji) engendre l'Absolu (taiji). |
| 太極生兩儀 (即陰陽)                  | Tàijí shēng liǎng yí (jí yīn yáng).                              | Le taiji engendre deux formes (c'est-à-dire le yin et le yang). |
| 兩儀生四象(即少陽、太陽、少陰、太陰) | Liǎng yí shēng sì xiàng (jí shàoyáng, tàiyáng, shàoyīn, tàiyīn). | Les deux formes engendrent quatre phénomènes, c'est-à-dire petit yang, grand yang (taiyang signifie aussi « soleil »), petit yin, grand yin (taiyin signifie aussi « lune »). |
| 四象生八卦 (八八六十四卦)            | Sì xiàng shēng bāguà (bābā liùshísì guà).                        | Les quatre phénomènes engendrent les huit trigrammes (huit fois huit font soixante-quatre hexagrammes).                                                                       |

- Une autre source possible serait le roi Wen de la dynastie Zhou : « Quand le monde commença, il y avait le Ciel et la Terre. Ensemble, ils donnèrent naissance à tout ce qui existe sur terre. Le Ciel est Qian-gua, et la Terre est Kun-gua. Les six autres gua sont leurs enfants. »

## L'énigme des huit trigrammes

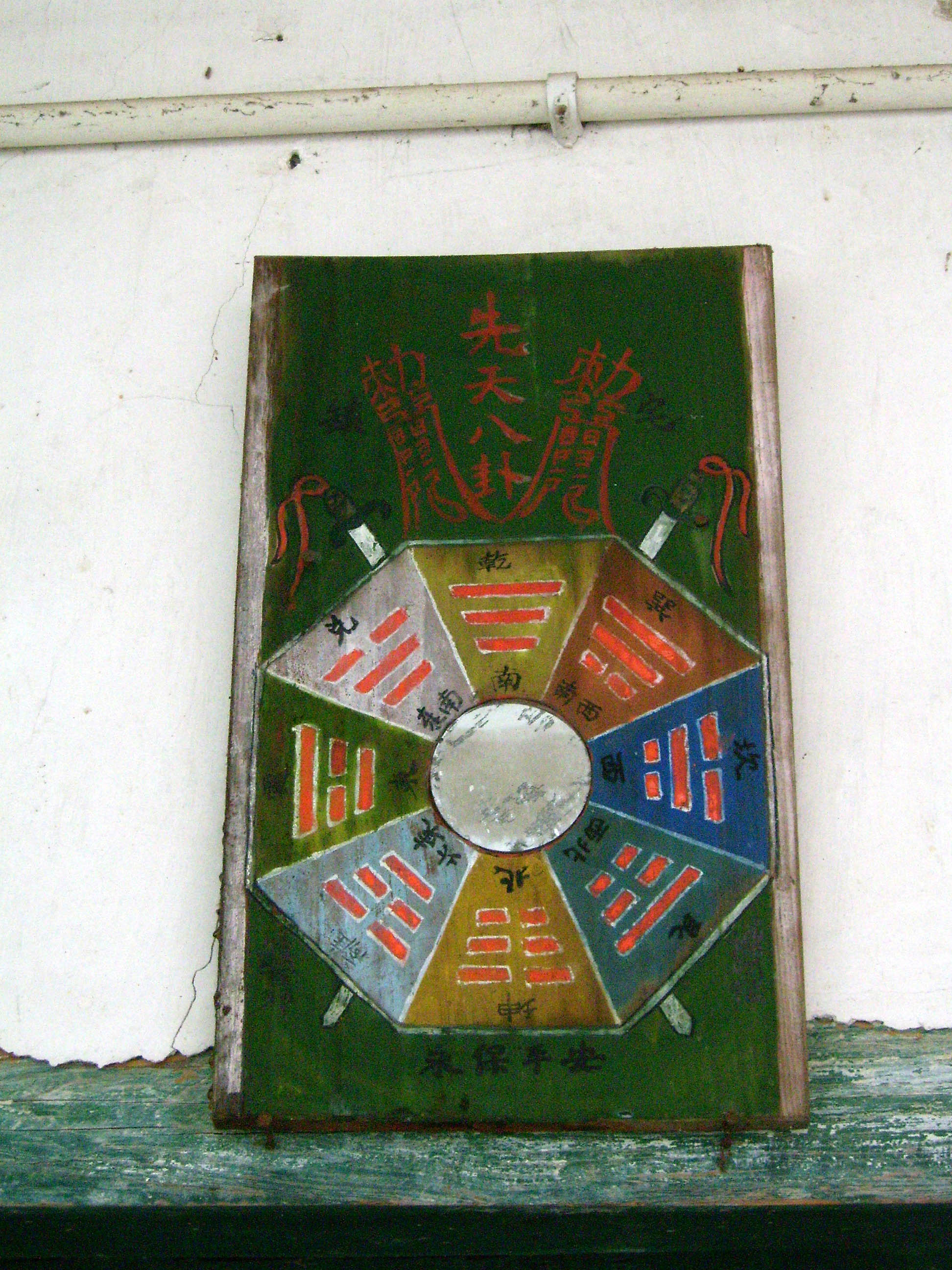
Le Bā guà de Fúxī (le sud est en haut et l'ouest à droite).

Il existe deux ordres de présentation des huit trigrammes, celui de Fúxī (伏羲), appelé  « Succession du ciel antérieur », et celui du roi Wen (文王), appelé  « Succession du ciel postérieur ». 
L'ordre de l'empereur Fo-Hi est le suivant (dans le sens des aiguilles d'une montre, en partant du sud en haut) :
- Sud = ciel
- Sud-ouest = vent
- Ouest = eau
- Nord-ouest = montagne
- Nord = terre
- Nord-est = foudre
- Est = feu
- Sud-est = lac

L'ordre du roi Wen est le suivant (même convention) :
- Sud = feu
- Sud-ouest = terre
- Ouest = lac
- Nord-ouest = ciel
- Nord = eau
- Nord-est = montagne
- Est = foudre
- Sud-est = vent

La solution qui permet le passage d'un ordre à un autre est appelée « clé de Min Tou Men Fou », du nom d'un érudit chinois réfugié au Tibet après la révolution culturelle. Cette solution est connue sous la forme du texte lapidaire suivant :
Le roi se rend au nord-ouest
La reine se rend au sud-ouest
Le nouveau sud va au nord-est
Le nouveau nord va au sud-est
Les axes de la croix finale échangent leurs positions
Les termes  « antérieur » et « postérieur » se rapportent en fait à deux états géométriques différents, l'un (antérieur) devant nécessairement précéder l'autre (postérieur).
Ce qui nous donne, en partant de l'ordre de Fo-Hi :
- Le ciel permute avec la montagne et se trouve maintenant au nord-ouest (en bas à droite)
- La terre permute le vent et se trouve maintenant au sud-ouest (en haut à droite)
- La montagne, de son nouvel emplacement au sud (en haut), permute avec la foudre et se trouve maintenant au nord-est (en bas à gauche)
- Le vent, de son nouvel emplacement au nord (en bas), permute avec le lac et se trouve maintenant au sud-est (en haut à gauche)
- L'axe sud-nord (foudre-lac) obtenu et l'axe est-ouest (feu-eau, qui a été conservé jusque là) échangent leurs positions

Il y a donc deux groupes de quatre signes qui s'échangent entre eux de façon similaire : feu remplace ciel au sud, ciel remplace montagne, montagne remplace foudre et foudre remplace feu ; et de même pour eau, terre, vent et lac. Les raisons de cette double permutation géométrique restent à élucider.

## Description de chaque trigramme
| Trigramme                 | Sinogramme | Pinyin | Unicode  | Image naturelle     | Qualités                                                      | Autres images |
| ------------------------- | ---------- | ------ | -------- | ------------------- | ------------------------------------------------------------- | --- |
| Trigramme qián du Yi Jing | 乾         | Qián   | ☰ U+2630 | Le ciel 天          | Créativité, force, initiative                                 | Le créateur, le cheval (bon, vieux, maigre, sauvage), le père, la tête, le rond, le prince, le jade, le métal, le froid, la glace, le rouge sombre, un fruit…                                              |
| Trigramme kūn du Yi Jing  | 坤         | Kūn    | ☷ U+2637 | La terre 地         | Disponibilité, adaptabilité, accueil, don de soi              | Le réceptif, la vache, la mère, le ventre, une étoffe, un chaudron, l'économie, l'égalité, le veau avec la vache, un grand char, la multitude, le tronc, le sol noir parmi les autres…                     |
| Trigramme zhèn du Yi Jing | 震         | Zhèn   | ☳ U+2633 | Le tonnerre 雷      | Impulsion, mise en route, secousse                            | L'éveilleur, le dragon, le fils ainé, le pied, jaune sombre, une grande rue, un roseau ou un jonc… |
| Trigramme xùn du Yi Jing  | 巽         | Xùn    | ☴ U+2634 | Le vent, le bois 風 | Pénétration, soumission, intériorisation                      | Le doux, le coq, la fille aînée, les cuisses, le corbeau, le travail, le blanc, le long, le haut, l'indécis…                                                                                               |
| Trigramme lí du Yi Jing   | 離         | Lí     | ☲ U+2632 | Le feu 火           | Clarté, lucidité, vivacité, éclat                             | Ce qui s'attache, le faisan, la fille cadette, l'œil, le brillant, la cuirasse et le casque, la lance et les armes, la sècheresse, la tortue, le crabe, l'escargot, l'arbre desséché dans sa partie haute… |
| Trigramme kǎn du Yi Jing  | 坎         | Kǎn    | ☵ U+2635 | L'eau 水            | Profondeur, endurance, peur                                   | L'insondable, le porc, le fils cadet, l'oreille, les fosses, les pièges, l'arc et la flèche, le sang, le rouge, la lune, le bois ferme avec beaucoup de marques…                                           |
| Trigramme gèn du Yi Jing  | 艮         | Gèn    | ☶ U+2636 | La montagne 山      | Rigueur, cohésion, calme, solidité                            | L'immobilisation, le chien, la main, le 3e/le plus jeune fils, le chemin détourné, les pierres, les portes, les fruits, les semences, le bois ferme et noueux…                                             |
| Trigramme duì du Yi Jing  | 兌         | Duì    | ☱ U+2631 | Le marais 澤        | Aptitude à l'expression et à la communication, joie, légèreté | Le joyeux, le mouton, la 3e/la plus jeune fille, la bouche (et la langue), la magicienne, écraser briser en morceaux, la voisine, le sol dur et dallé…                                                     |

## Hexagrammes

Les huit trigrammes du Ba gua selon l'ordre du roi Wen (postérieur).

Ils résultent de la combinaison de deux trigrammes et sont donc au nombre de huit fois huit, soixante-quatre.

## Divers
- On trouve une version modifiée du Ba gua sur le drapeau de la Corée du Sud (seulement quatre trigrammes)
- Le manga Orion de Masamune Shirow utilise le Ba gua comme source de magie.
- Dans la série télévisée Lost, on retrouve le Ba gua sur les logos du projet fictif Dharma Initiative.
- À Taïwan, en mandarin oral, Ba gua, symbole des changements, désigne aussi les potins (que ces changements font naître) ; par exemple : Bāgùa xīnwén (八卦新聞), « presse people » ou « presse à scandale ».
- Dans le film Les trois royaumes, la disposition en huit trigrammes constitue une formation militaire. Celle-ci permet d'enfermer l'ennemi pour l'emprisonner puis l'exterminer de l'intérieur.

### En français
- Voir aussi le Petit traité des trois traits

- Le pakua appliqué au jardin